# 330
Cette page concerne l'année 330  du calendrier julien. Pour l'année 330 av. J.-C., voir 330 av. J.-C. Pour le nombre 330, voir 330 (nombre). Pour l'avion, voir Airbus A330.
L'année 330 est une année commune qui commence un jeudi.

## Événements

### Empire romain (règne de Constantin1er)
- 11 mai : Constantinople, construite sur le site de Byzance, devient officiellement la seconde capitale de l'Empire. Les travaux commencés en 324 vont se poursuivre jusqu'en 336 avec l'utilisation en particulier de 40 000 terrassiers goths[1]. Constantin instaure à cette occasion une célébration solennelle dans l'hippodrome de Constantinople[2].
- Synode d'Antioche : l'évêque nicéen Eustathe est déposé pour sabellianisme et exilé en Thrace[3].

### Hors de l'Empire romain
- Chine : Shi Le (en) se proclame empereur, fondant la dynastie barbare des Zhao postérieur en Chine du Nord (330-349)[4].
- Arménie : Khosrov III succède à son père Tiridate IV sur le trône d'Arménie avec l'appui du clergé. Sous son règne, la capitale est transférée d’Artaxata (Artachat) à Dvin. L’Arménie connaît un siècle de guerres et d’anarchie[5].

## Naissances en 330
- Diodore de Tarse, théologien grec (mort vers 394)
- Grégoire de Nazianze, théologien et docteur de l'Église (né en 329 ou 330, mort en 390)[6].

## Décès en 330
- Tiridate IV d'Arménie.
- Palémon, anachorète, dans le désert de Thébaïde en Égypte.
- Achille évêque de Larissa en Grèce.
- Hélène (mère de Constantin) (ou 329).